# Lähdejärvi
Lähdejärvi är en sjö i kommunen Jämsä i landskapet Mellersta Finland i Finland. Arean är 17 hektar och strandlinjen är 3,05 kilometer lång.  Den  ingår i Kymmene älvs huvudavrinningsområde.  Sjön ligger omkring 47 kilometer väster om Jyväskylä och omkring 210 kilometer norr om Helsingfors. 
I sjön finns ön Kärmesaari. 